# Cinderella's Sister
Cinderella's Sister (en hangul 신데렐라 언니; RR: Sinderella Eonni; transcrit Cinderella Unni; també coneguda com a Cinderella's Stepsister) és una sèrie televisiva sud-coreana, protagonitzada per Moon Geun-young, Chun Jung-myung, Seo Woo, i Ok Taecyeon de 2PM al seu debut d'actuació. Aplicant un gir modern al conte de fades clàssic, la història segueix la relació contenciosa entre dos germanastres com les seves vides i amors s'entrellacen.
Escrita per Kim Gyu-wan i dirigida per Kim Young-jo i Kim Won-seok, fou emesa a KBS2 des del 31 de març al 3 de juny de 2010 cada dimecres i dijous a les 21:55 per als 20 episodis. Cada episodi dura 65 minuts.

## Repartiment i personatges
- Moon Geun-young com a Song Eun-jo/Goo Eun-jo[8][9][10]
- Ok Taecyeon com a Han Jung-woo[11][12]
- Lee Mi-sook com a Song Kang-sook[13]

## Índexs d'audiència
| Episodi # | Data d'emissió original | Participació d'audiència mitjana | Participació d'audiència mitjana | Participació d'audiència mitjana | Participació d'audiència mitjana |
| Episodi # | Data d'emissió original | TNmS Tases                       | TNmS Tases                       | AGB Nielsen                      | AGB Nielsen                      |
| Episodi # | Data d'emissió original | A nivell nacional                | Àrea Nacional Capital de Seül    | A nivell nacional                | Àrea Nacional Capital de Seül    |
| --------- | ----------------------- | -------------------------------- | -------------------------------- | -------------------------------- | -------------------------------- |
| 1         | 31 març 2010            | 16,7%                            | 16,2%                            | 15,8%                            | 15,9%                            |
| 2         | 1 april 2010            | 16.4%                            | 15.8%                            | 14.5%                            | 15,5%                            |
| 3         | 7 april 2010            | 16,8%                            | 16,4%                            | 16,1%                            | 17,7%                            |
| 4         | 8 april 2010            | 18,0%                            | 17,3%                            | 17,7%                            | 18,2%                            |
| 5         | 14 april 2010           | 19,7%                            | 19,1%                            | 19,1%                            | 20,7%                            |
| 6         | 15 april 2010           | 18,6%                            | 17,8%                            | 18,2%                            | 19,1%                            |
| 7         | 21 april 2010           | 18,5%                            | 17,8%                            | 17,9%                            | 18,2%                            |
| 8         | 22 april 2010           | 19,0%                            | 18,6%                            | 18,0%                            | 18,2%                            |
| 9         | 28 april 2010           | 19,2%                            | 18,8%                            | 18,7%                            | 19,6%                            |
| 10        | 29 april 2010           | 20,8%                            | 20,6%                            | 19,2%                            | 20,4%                            |
| 11        | 5 maig 2010             | 18,8%                            | 18,4%                            | 18,3%                            | 19,7%                            |
| 12        | 6 maig 2010             | 20,5%                            | 20,3%                            | 19,2%                            | 20,7%                            |
| 13        | 12 maig 2010            | 18,1%                            | 18,4%                            | 17,3%                            | 17,5%                            |
| 14        | 13 maig 2010            | 18,7%                            | 18,4%                            | 16,7%                            | 17,4%                            |
| 15        | 19 maig 2010            | 19,0%                            | 19,1%                            | 17,1%                            | 17,9%                            |
| 16        | 20 maig 2010            | 16,8%                            | 17,1%                            | 14,8%                            | 15.1%                            |
| 17        | 26 maig 2010            | 23.2%                            | 23.8%                            | 20.2%                            | 21,0%                            |
| 18        | 27 maig 2010            | 21,0%                            | 22,1%                            | 19,4%                            | 20,1%                            |
| 19        | 2 juny 2010             | 22,3%                            | 23,6%                            | 20,0%                            | 21,3%                            |
| 20        | 3 juny 2010             | 22,7%                            | 23,7%                            | 19,4%                            | 20,6%                            |
| Mitjà     | Mitjà                   | 19,2%                            | 19,2%                            | 17,9%                            | 18,7%                            |

## Emissió internacional
Al Japó, fou emessa al canal satèl·lit Fuji BS de la televisió Fuji cada dimarts a les 7.00-7:55p.m. començant el 30 de juny de 2011; amb re-emissions cada divendres a les 12.00-12:55a.m.